# Amtsbezirk Šilai

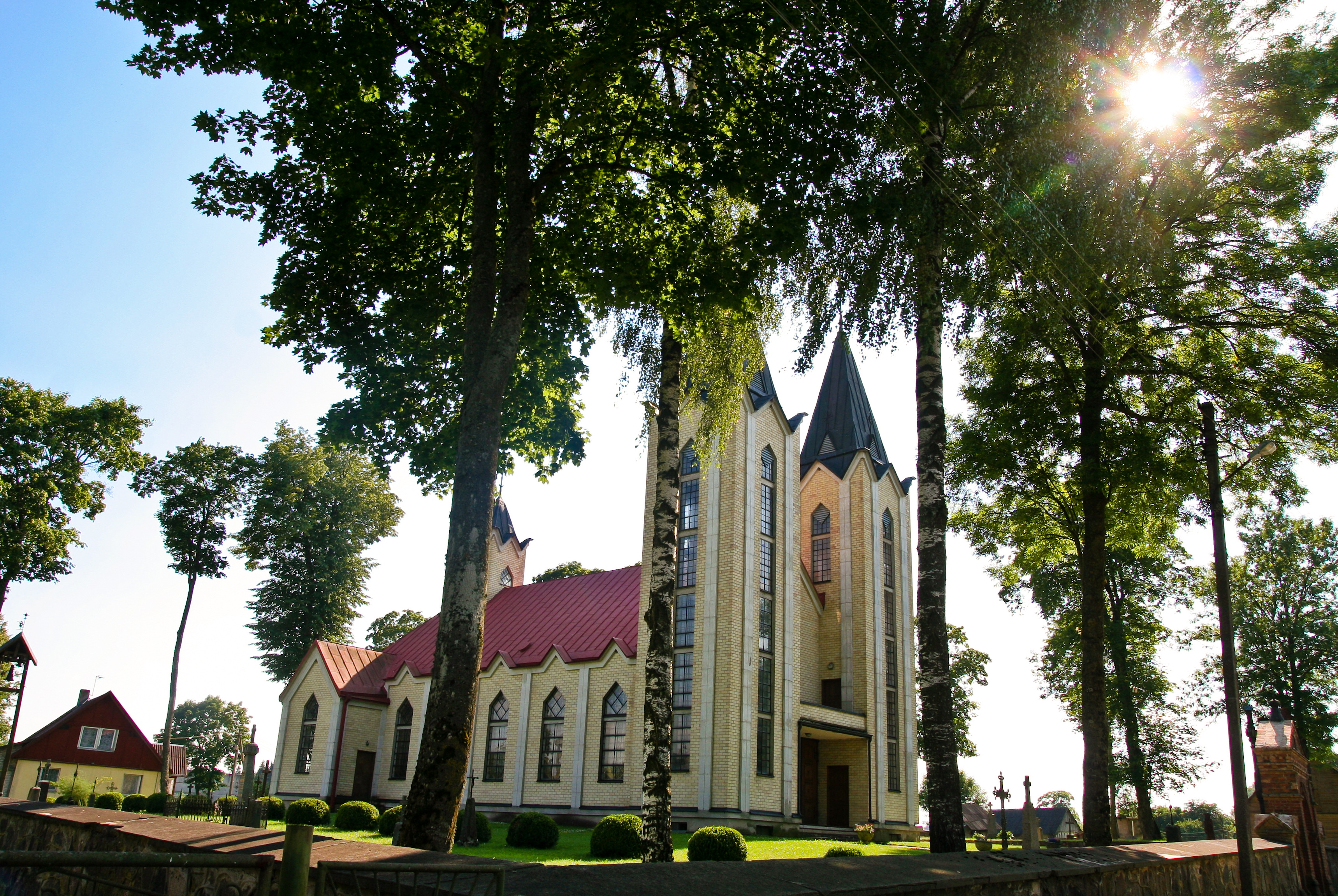
Kirche Panoteriai

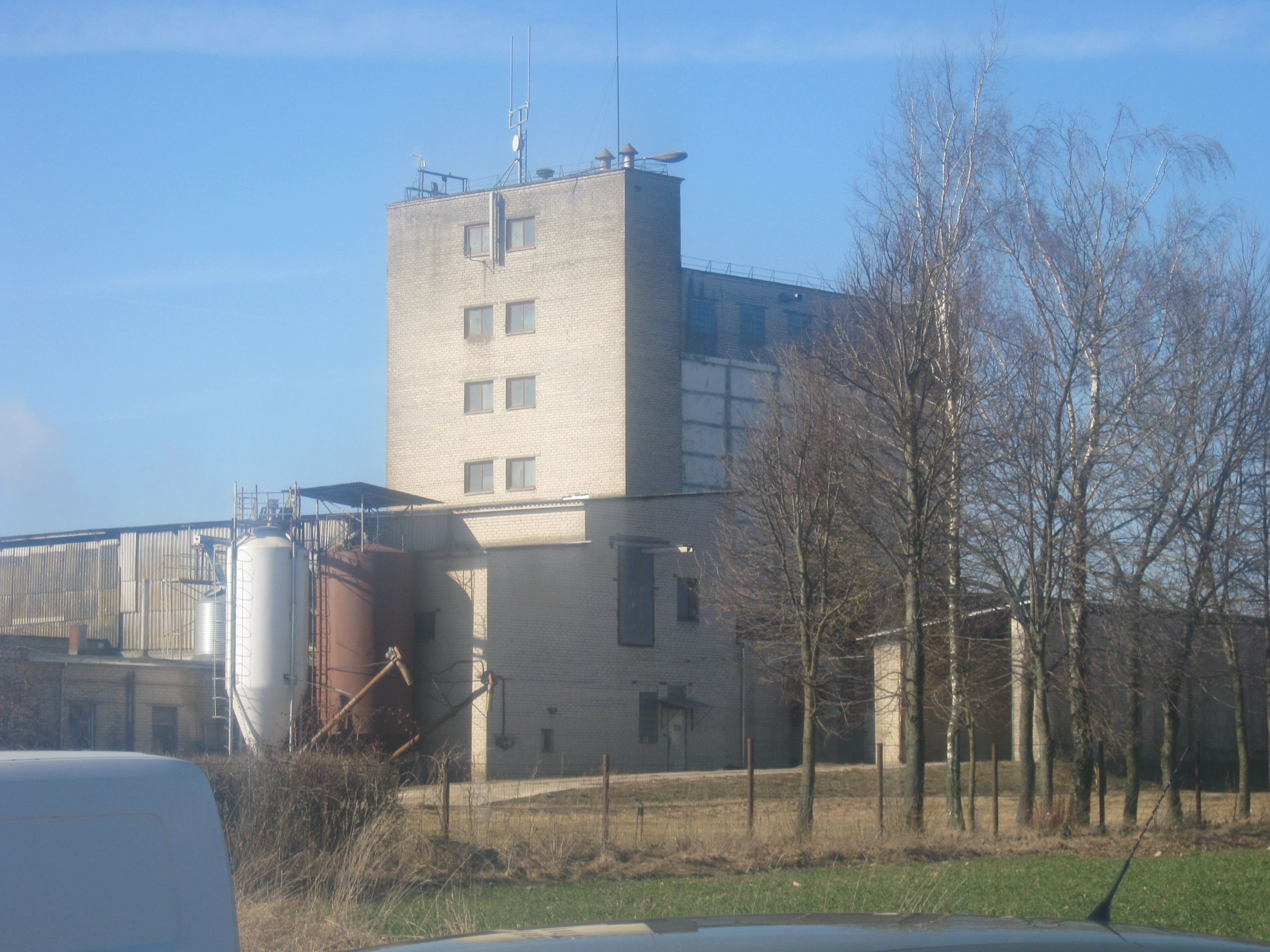
UAB „Beržų kompleksas“

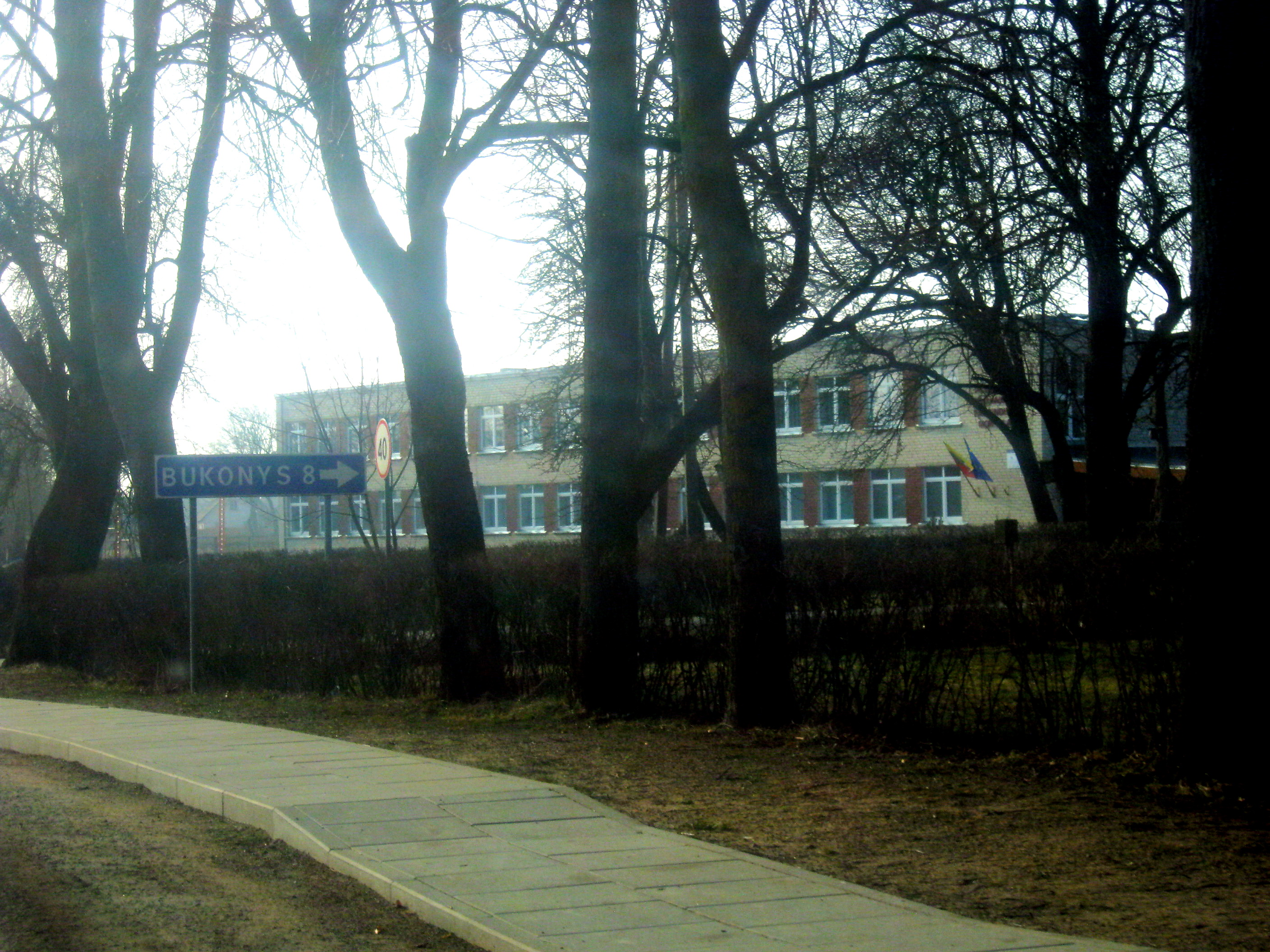
Hauptschule Panoteriai

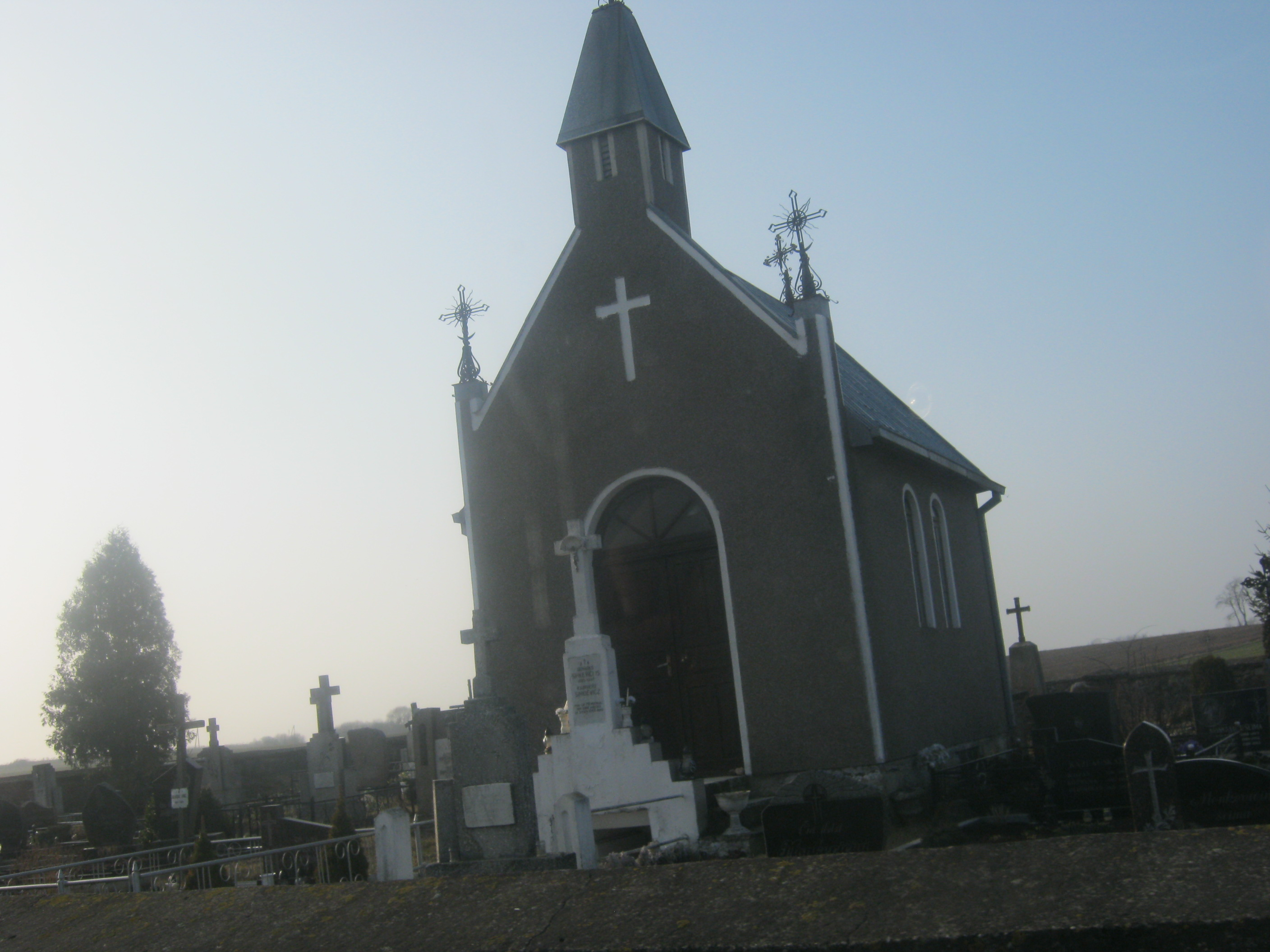
Kapelle in Šilai

Der Amtsbezirk Šilai (lit. Šilų seniūnija) ist ein Amtsbezirk mit 1818 (2011) Einwohnern in der Rajongemeinde Jonava, nordöstlich von Jonava im Bezirk Kaunas in Litauen. Das Zentrum ist das Dorf Šilai. Der Bezirk umfasst 53 Dörfer, davon sind 48 besiedelt. Es gibt fünf Wallburgen, zwei Postämter, zwei Bibliotheken, den Schulkindergarten „Šilelis“, die Petras-Vaičiūnas-Hauptschule im Städtchen Panoteriai, die katholische Kirche Panoteriai, zwei Museen, eine Ambulanz, zwei medizinische Stützpunkte, zwei Banjas, drei Erholungsorte, die Taurosta-Brücke. Im Bezirk liegt der Gutshof Šilai. Im Tal des Lokys befindet sich der 1,3 ha große Erholungs- und Abenteuerpark „Lokės pėda“ (im Dorf Lokėnėliai).

## Wirtschaft
Im Amtsbezirk sind neun Geschlossene Aktiengesellschaften (UAB) und vier Landwirtschaftliche Unternehmen registriert. Das größte Unternehmen ist das 1993 gegründete UAB „Beržų kompleksas“ (es entstand aus dem sowjetlitauischen Viehzucht-Unternehmen Beržų tarpūkinė gyvulininkystės įmonė, gegr. 1976). 1998 erzielte es einen Umsatz von 27 Millionen Litas (7,8 Millionen Euro) und hat 200 Mitarbeiter (2009).

## Unterbezirke
Seit 2009 gibt es acht Unterbezirke (mit Dörfern):
- Unterbezirk Aklasis Ežeras (164 E.): Aklasis Ežeras, Kaušanka
- Unterbezirk Ilgabradai (151 E.): Ilgabradai, Jadvygava, Lokėnėliai, Gegutė, Pūstelninkai, Stoškai
- Unterbezirk Jaugeliškiai (176 E.): Jaugeliškiai, Beržai, Gudžioniai, Paberžė
- Unterbezirk Markutiškiai (151 E.): Markutiškiai, Palokio II k., Pupkuliai, Satkūnai, Vatėnai
- Unterbezirk Milagainiai (184 E.): Milagainiai, Bareišiai, Balėnai, Bogušiai, Mogeniai, Pasoda
- Unterbezirk Panoteriai (525 E.): Panoteriai, Gudonių k., Jasudų k., Palokis I, Piliakalniai, Šemetiškių k., Tabala, Tarakėliai
- Unterbezirk Prauliai (367 E.): Prauliai, Konceptas, Konciapolis, Kulšiškių k., Liepų k., Laukagaliai, Bazilioniai, Šiaudinė, Vainiai, Varpėnai
- Unterbezirk Šilai (463 E.): Šilai, Linksmavietė, Lukšiai, Užmiškių k.